# Injekční jehla

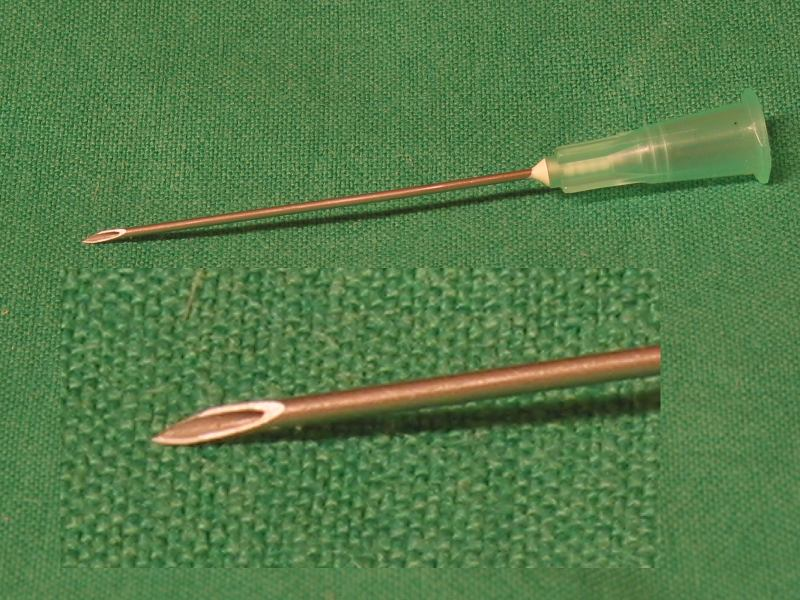
Injekční jehla používaná v lékařství

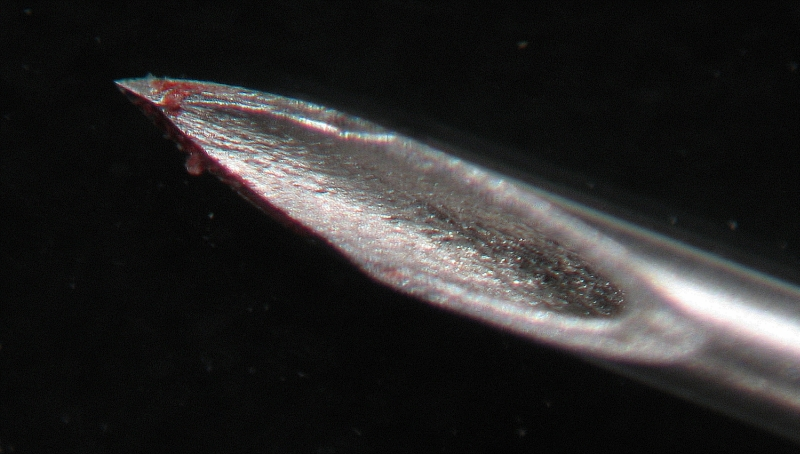
detail špičky jehly se zbytky krve

Injekční jehla je zdravotnická pomůcka. Jedná se o kanylu, dutou jehlu, která je běžně používána s injekční stříkačkou pro vstříknutí látky do těla. Používá se také jak k odběru kapalných vzorků z těla, například krve z žil jejím napíchnutím, tak i k rychlé aplikaci léku nebo pro aplikaci léků, které nejsou vstřebatelné jinou cestou, jako například inzulin.
Injekční jehly bývají také zneužívány pro aplikaci omamných látek, například heroinu. Sdílení injekčních jehel narkomany je jedním ze způsobů přenosu infekcí, např. HIV. S nalezenou injekční jehlou je třeba zacházet jako s infekčním materiálem. Při náhodném poranění je třeba nechat ránu nejdříve volně krvácet a poté kontaktovat lékařské zařízení, které zváží případnou profylaktickou léčbu.

## Barevné a velikostní značení injekčních jehel
Barevné značení injekčních jehel označuje šířku jehly a je standardizováno podle normy ČSN EN ISO 6009.
Následující tabulka uvádí přehled velikostí od 33 G do 10 G (vnější průměr 0,2 – 3,4 mm).
Značení se také používá pro lancety určené k získání vzorku kapilární krve, například pro testování glukózy.
| Barva          | Vnější průměr | Velikost |
| -------------- | ------------- | -------- |
| zelená         | 0,20 mm       | 33 G     |
| oranžová       | 0,23 mm       | 32 G     |
| fialová        | 0,25 mm       | 31 G     |
| žlutá          | 0,30 mm       | 30 G     |
| červená        | 0,33 mm       | 29 G     |
| modrozelená    | 0,36 mm       | 28 G     |
| šedá           | 0,40 mm       | 27 G     |
| hnědá          | 0,45 mm       | 26 G     |
| oranžová       | 0,50 mm       | 25 G     |
| fialová        | 0,55 mm       | 24 G     |
| modrá          | 0,60 mm       | 23 G     |
| černá          | 0,70 mm       | 22 G     |
| zelená         | 0,80 mm       | 21 G     |
| žlutá          | 0,90 mm       | 20 G     |
| krémová        | 1,1 mm        | 19 G     |
| růžová         | 1,2 mm        | 18 G     |
| červenofialová | 1,4 mm        | 17 G     |
| bílá           | 1,6 mm        | 16 G     |
| modrošedá      | 1,8 mm        | 15 G     |
| světle zelená  | 2,1 mm        | 14 G     |
| purpurová      | 2,4 mm        | 13 G     |
| světle modrá   | 2,7 mm        | 12 G     |
| zelenožlutá    | 3,0 mm        | 11 G     |
| olivově hnědá  | 3,4 mm        | 10 G     |

## Fóbie
Odhaduje se, že přibližně 20-23 % dospělé populace má panický strach ze zákroků, při kterých je využívána injekce (tzv. trypanofobie). U dětské populace je tento jev ještě častější.[zdroj?] Důvodem pro strach může být i to, že pacienti se domnívají, že zdravotní pracovníci nemají potřebné zkušenosti s injekčními jehlami[zdroj?], trypanofobie je ale fóbie jako každá jiná, a nelze ji tedy vědomě potlačit. Jedná se o jednu z mála fóbií, které mohou zabíjet[zdroj?]. V mnoha případech je totiž doprovázena nejen syndromy jako pocení, slabost, nauzea nebo záchvaty paniky, ale i výrazně zvýšeným a následně prudce se snižujícím krevním tlakem a tepem, což může být i smrtelné[zdroj?]. I z tohoto důvodu by měl pacient trpící touto fóbií lékaře nebo sestru varovat, aby mu mohla být případně poskytnuta okamžitá a správně cílená pomoc (nemluvě o připravenosti doktora na záchvaty paniky).